# Barbantus
Barbantus is een geslacht van straalvinnige vissen uit de familie van glaskopvissen (Platytroctidae). Het geslacht is voor het eerst wetenschappelijk beschreven in 1951 door Parr.

## Soorten
- Barbantus curvifrons (Roule & Angel, 1931)
- Barbantus elongatusKrefft, 1970